# 小倉実隆
小倉 実隆（おぐら さねたか）は、戦国時代の武将。蒲生定秀の三男。近江国佐久良城主。

## 生涯
南近江の国人・小倉氏の当主である小倉実光が実子無く没した為、父の定秀の意向で養子として小倉氏に入り名籍を継いで佐久良城主となる。
しかしながら当時、小倉氏は庶流家との内訌状態が続いており、特に領を接する山上の小倉西家は独立志向が強く、お互いの領の用水の権利などをめぐっても対立して時折小規模な武力衝突を繰り返しており、西家の兵に永源寺が焼かれるなど緊張状態が続いていた。
永禄7年（1564年）、小倉西家の山上城主の小倉右京大夫が延暦寺領山上郷の年貢を横領。これに怒った六角義治は小倉宗家の当主である実隆に右京大夫の討伐を命じた。実隆は直ちに速水氏・寺倉氏など蒲生郡の諸氏を従えて右京大夫の討伐に出る。これに対し右京大夫は、山田城・和南城・八尾城・相谷城ら支城の小倉西家一門らに応援を要請。戦闘域は山上だけに留まらず、小倉宗家と小倉西家全体の戦に発展した。
実隆側は速水勘六左衛門尉が和南城主の小倉源兵衛を討つなどしたが、後に実隆自身が西家側の兵に討たれてしまい、小倉宗家方は敗北してしまう。勢いづいた右京大夫は奥津保の辺りを制圧し勢力を拡大した。この事態に蒲生定秀も介入し、兵を率いて小倉西家の所領へ侵攻し右京大夫ら小倉西家を討伐した。沈静化には成功したものの一連の内訌は小倉氏の力を大幅に衰退させ、以後の小倉氏は蒲生氏の麾下のような存在になっていく。

## 墓所
実隆は生前に応仁の乱などで活躍した小倉氏中興の祖の小倉実澄・実重父子の菩提を弔うために仲明寺（滋賀県蒲生郡日野町大字佐久良）を建立したが、実隆の墓石と伝わる宝筺印塔もここに遺されている。